# إي 8 سيريس شينكانسن
إي 8 سيريس شينكانسن هو قطار شينكانسن ياباني تم الإعلان عنه في 3 مارس 2020م ومن المقرر أن يدخل الخدمة في 2024م.